# Philosepedon mayeri
Philosepedon mayeri är en tvåvingeart som först beskrevs av Satchell 1955.  Philosepedon mayeri ingår i släktet Philosepedon och familjen fjärilsmyggor. Inga underarter finns listade i Catalogue of Life.